# Visions of the Third Eye
Visions of the Third Eye ist ein Jazzalbum des New Life Trio von Brandon Ross, Steve Reid und David Wertman. Die am 6. Dezember 1978 in den Tin Pan Hollow Studios in Putney, Vermont, entstandenen Aufnahmen erschienen 1980 als LP auf Steve Reids Label Mustevic Sound. 2021 wurde das Album auf Early Future Records remastert und wiederveröffentlicht.

## Hintergrund
Der Gitarrist Brandon Ross, der in den Jahren zuvor mit Archie Shepp (There’s a Trumpet In My Soul) und Marion Brown gespielt hatte, bildete für das Album ein Trio mit dem Bassisten David Wertman und dem Schlagzeuger Steve Reid.

## Titelliste

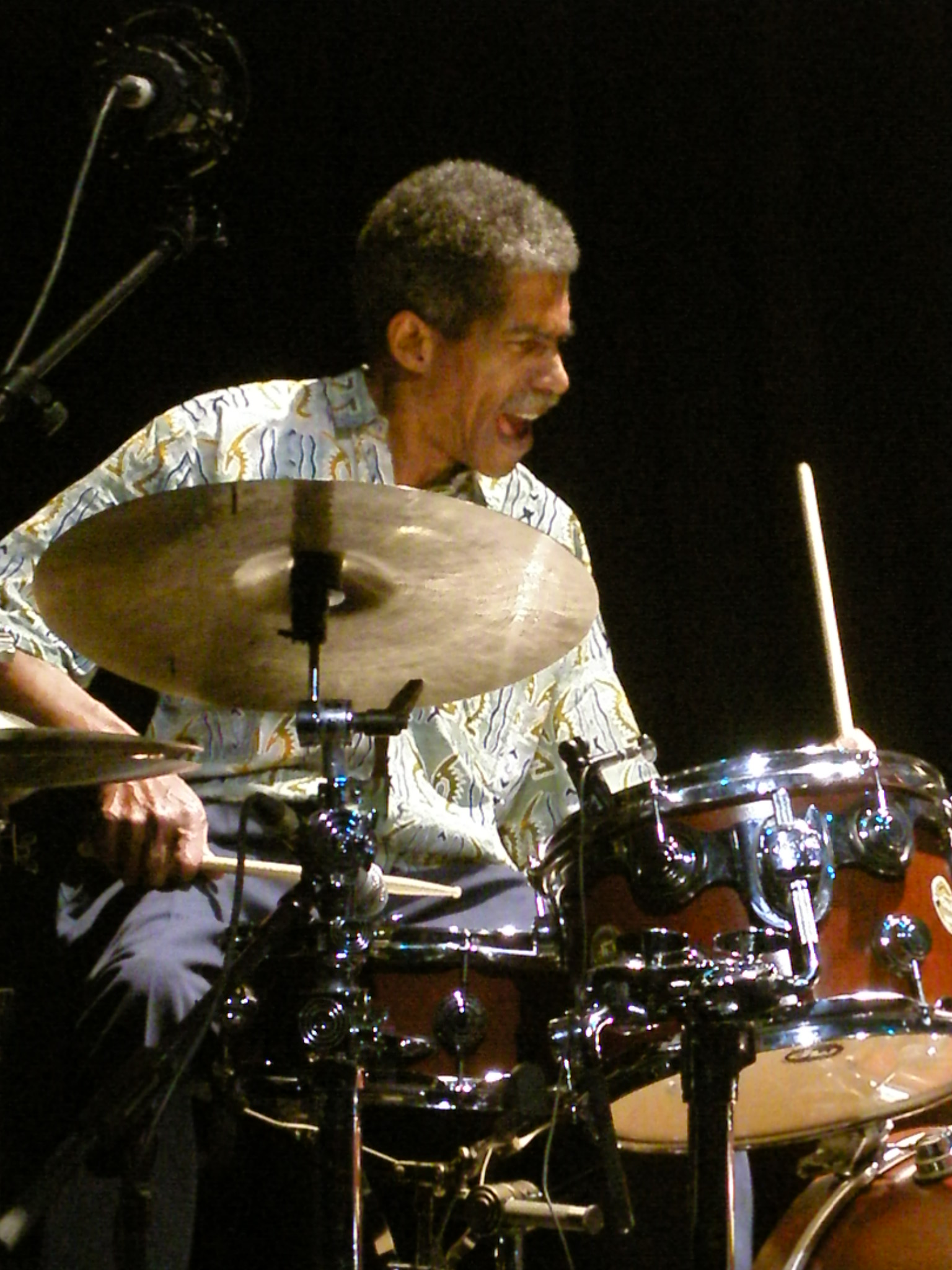
Steve Reid 2008

- New Life Trio: Visions of the Third Eye (Mustevic Sound MS 6001)[1]

1. Empty Streets 2:05
2. Egypt Rock 8:14
3. Sculpture 10:45
4. Chinese Rock 12:21
5. Prelude to Grace 4:57
6. Love Cipher (Reid) 2:20

Sofern nicht anders angegeben, stammen alle Kompositionen von Brandon Ross, David Wertman und Steve Reid.

## Rezeption
Nach Ansicht von Kevin Le Gendre (Jazz Wise) sei dieses Album wohl ein Höhepunkt von Steve Reids Werk, sowohl für den konzeptuellen Einfallsreichtum der Band als auch für die Fähigkeiten der Spieler. Das New Life Trio sei bis zu einem gewissen Grad das Gegenteil eines Jazz-Rock-Power-Trios und erinnere daran, dass kleine Bands nicht immer große Sounds haben müssen, um großes Interesse zu wecken. Die akustische Gitarre von Brandon Ross habe die sinnliche Hitze des besten Country-Blues sowie einen harmonischen Wagemut, der seine Inspirationen von Ornette Coleman und James Blood Ulmer beziehe, während der Kontrabassist David Wertman in seiner Linien-Konstruktion oft ebenso experimentierfreudig sei. Steve Reid wiederum sei in der Lage, irgendwie um seine Bandkollegen herum zu schweben und dennoch jedes Stück mit einer Vielzahl von rhythmischen Ideen zu versorgen, die Schwung verleihen, ohne in rasenden Thrash zu geraten. Die vage mexikanisch-spanischen Resonanzen in der Mischung neben den Delta-Blues-ähnlichen Elementen würden eine berauschende Volkskunst erzeugen, so der Autor, in der sich auch die zukünftige Entwicklung von Ross als wichtiges Mitglied von Gruppen unter der Leitung von Henry Threadgill und der Kooperative Harriet Tubman (mit Melvin Gibbs und J.T. Lewis) andeuteten, mache Visions of the Third Eye zu einem wesentlichen Einblick in die Größe der beteiligten Musiker.
Phil Freeman schrieb in Stereogum, Brandon Ross Sei einer der experimentierfreudigsten Gitarristen der Welt und fordere sich und die Zuhörer ständig mit seinen formverändernden, komplexen musikalischen Konzepten heraus. Sein New Life Trio war eines seiner frühesten Projekte. Die Gruppe, in der der Bassist David Wertman und der Schlagzeuger Steve Reid auftraten, veröffentlichte 1979 ihr einziges Album auf dem winzigen Label Mustevic Sound. Glücklicherweise werde es auf LP und digital neu aufgelegt. „Empty Streets“, der Anfangstrack, sei ein kurzes und sanftes Intro, das auch Ross’ sanften Gesang enthalte. Es führe wunderbar in den Rest des Albums ein, eine Art wechselnde, frei geformte, aber Riff-basierte Musik, die die Lücke zwischen dem Loft-Jazz und dem No-Wave-Jazz-Funk der frühen 1980er-Jahre schließe.